# Ван Эгмонд, Якобюс
Якобюс Йоханнес (Жак) ван Эгмонд (нидерл. Jacobus Johannes van Egmond, 17 февраля 1908 — 9 января 1969) — нидерландский велогонщик, олимпийский чемпион и чемпион мира.

## Биография
Родился в 1908 году в Харлеме. С 1928 года занялся велоспортом. В 1931 году стал чемпионом Нидерландов.
В 1932 году на Олимпийских играх в Лос-Анджелесе стал чемпионом в спринте и завоевал серебряную медаль в гите с места на 1 км, а в тандеме занял 4-е место. В 1933 году стал чемпионом мира в спринте среди любителей.
В 1934 году перешёл в профессионалы. В 1934—1936 годах становился чемпионом Нидерландов среди профессионалов. В 1938 году открыл овощной магазин, впоследствии переключился на прачечную самообслуживания. В 1954 году открыл в родном Харлеме «Café van Egmond», которым после его смерти в 1969 году продолжал управлять его сын.